# Intelsat 22
O Intelsat 22 (IS-22) é um satélite de comunicação geoestacionário que foi construído pela Boeing Satellite Systems para a Intelsat. O satélite foi baseado na plataforma BSS-702MP e sua expectativa de vida útil é de 15 anos. O dispositivo foi projetado para o serviço de telecomunicações, incluindo a manutenção de redes e serviços de dados de vídeo na África, Ásia, Europa e Oriente Médio. O satélite está localizado a 72 graus de longitude leste sobre o Oceano Índico.
As Forças Armadas da Austrália (ADF) assinaram um contrato de US$ 167 mi com a Intelsat para a carga UHF do satélite. O contrato prevê 15 anos de serviço. O satélite foi lançado no dia 25 de março.

## Lançamento
O satélite foi lançado com sucesso ao espaço no dia 25 de março de 2012, às 12:10:32 UTC, por meio de um veículo Proton-M/Briz-M a partir do Cosmódromo de Baikonur, no Cazaquistão. Ele tinha uma massa de lançamento de 6199 kg.